# 정소림
정소림(鄭素林, 1973년 8월 20일 ~ )은 대한민국의 게임 캐스터이자 인터넷 방송인이다.

## 개요
1973년 8월 20일에 서울에서 태어났다. 2000년 10월 11일 당시 경인방송 《게임스페셜》을 진행하던 정일훈이 방송 회수를 줄여가며 빈자리가 생겼을때, 정소림 캐스터가 《게임스페셜》의 오디션에 지원해 《게임스페셜》을 통해 데뷔하였다.
현재 온게임넷 유일한 여성 캐스터로 이현주와 함께 e스포츠의 홍일점으로 불린다. 현재 스타크래프트 프로리그 해설과 FPS(스페셜포스, 아바, 카스 온라인 등)게임 해설을 주로 하고 있다.

## 학력
- 대진여자고등학교 졸업
- 숭실대학교 국문학과 졸업

## 경력

### 경인방송
- 《게임스페셜》

### SBS
- 《게임쇼 즐거운 세상》

### 온게임넷
- 《기사님올라잇:사이퍼즈》
- 《박완규의 스2라이크》
- 《황혼에서 새벽까지》
- 《온게임넷 랭킹쇼 시즌1》
- 《켠김에 왕까지》
- 《KT Megapass 프리미어리그》
- 《KT-KTF 프리미어리그》
- 《게임 플러스》
- 《I LOVE STAR》
- 《창천 리그》
- 《프로리그》
- 《스페셜포스 프로리그》
- 《챌린지리그》
- 《서든어택 주니어리그》
- 《워크래프트 리그》
- 《스페셜포스 마스터리그》
- 《WCG 그랜드 파이널》
- 《WCG 한국대표 선발전》
- 《듀얼토너먼트》
- 《테트리스 리그》
- 《블랙 스쿼드 나이트 시즌 2》
- 《오버워치 APEX시즌4》
- 《OGN 다트 챔피언쉽》

### 티비 게임즈
- 액션토너먼트 (사이퍼즈 부문)

## 수상
- 2014년 2013 대한민국 e-스포츠 대상 e스포츠 방송 상